# NBT Cup
De NBT Cup (National Bank of Tuvalu Cup) is een knock-out voetbaltoernooi dat georganiseerd wordt door de Tuvaluaanse voetbalbond TNFA. Het is een van de vijf competities op Tuvalu.

## Finales
| Jaar | Winnaar   | Uitslag | Finalist      |
| ---- | --------- | ------- | ------------- |
| 2006 | FC Tofaga | 2-1     | Tamanuku      |
| 2007 | FC Tofaga | 1-0     | FC Manu Laeva |
| 2008 | FC Tofaga | 3-1     | FC Nanumaga   |
| 2009 | Nauti FC  | 3-1     | FC Tofaga     |
| 2010 | Nauti FC  | 7-1     | Nui           |
| 2011 | FC Tofaga | 5-1     | Tamanuku      |
| 2012 | FC Tofaga | 2-1     | FC Manu Laeva |

Nationaal elftal ·
Nationaal zaalvoetbalteam ·
A-Division ·
B-Division ·
Independence Cup ·
NBT Cup ·
Christmas Cup ·
Tuvalu Games